# Karapan sapi
Le karapan sapi (en madurais) est un festival de courses de taureaux sur l'île indonésienne de Madura.

## Le festival
Tous les ans, de juillet à octobre environ, les taureaux locaux sont attachés à des traineaux en bois et courent sur 130 m, comme une course de chars,. Il existe plusieurs courses de ce type tout au long de la saison et une dernière course au trophée est organisée à Pamekasan, à Java. Dans le cadre du festival, les taureaux participant à l'événement sont ornés d'or et autres décorations et les participants assistent à des concerts de gamelan, profitent de stands de nourriture locale et peuvent parier sur les résultats de la course.

## Dans la culture
Une représentation du festival figurait au revers de la pièce de monnaie de 100 roupies de l’Indonésie de 1991 à 1998. Un timbre indonésien émis en 2009 décrivait également la course.
Une représentation est aussi visible sur le pont Suramadu ainsi qu'à de Singaraja, qui a érigé des statues d'attelages de course à l'entrée de la ville.